# 我是川普政府中的一名抵抗者
《纽约时报》2018年9月5日发表了一篇匿名文章《我是川普政府中的一名抵抗者》（英語：I Am Part of the Resistance Inside the Trump Administration），作者被描述为美国总统特朗普政府的一名高级官员。大约在2020年美国总统选举前一周，国土安全部部长基尔斯琴·尼尔森的前办公室主任迈尔斯·泰勒（Miles Taylor）透露自己是作者。
这篇评论文章批评特朗普，并指出许多现任政府成员为了国家利益故意破坏他的建议和命令。它还说，一些内阁成员在政府初期讨论了利用美国宪法第二十五修正案来解除总统的权力。
《纽约时报》编辑部表示，他们知道作者的身份，但为了保护作者不受报复，允许其匿名。这篇社论的发表是不寻常的，因为很少有《纽约时报》的文章是匿名撰写的。特朗普对社论的内容表示愤怒，并呼吁展开调查，以确定谁写了这篇社论。撰稿人的身份在媒体上引起了很多猜测，30多名政府高级官员否认了他们的参与。
在发表社论一年多后，2019年11月19日，泰勒继续以匿名的方式发布了这本文章的警告。